# Pardomima hampsoniana
Pardomima hampsoniana là một loài bướm đêm trong họ Crambidae.